# Hiroto Yamamoto
Hiroto Yamamoto (japanisch 山本 啓人 Yamamoto Hiroto; * 16. Oktober 1988 in Kamisu) ist ein ehemaliger japanischer Fußballspieler.

## Karriere
Yamamoto erlernte das Fußballspielen in der Jugendmannschaft von Kashima Antlers und der Universitätsmannschaft der Nihon-Universität. Seinen ersten Vertrag unterschrieb er 2011 bei Thespa Kusatsu. Der Verein spielte in der zweithöchsten Liga des Landes, der J2 League. Für den Verein absolvierte er neun Ligaspiele. 2013 wechselte er zu FC Kagoshima (heute: Kagoshima United FC). Am Ende der Saison 2015 stieg der Verein in die J3 League auf. Ende 2016 beendete er seine Karriere als Fußballspieler.